# Trận sông Tchernaïa
Trận sông Tchernaïa, còn gọi là Trận cao điểm Traktir, là một trận đánh trong Chiến tranh Krym, diễn ra vào ngày 16 tháng 8 năm 1855 giữa liên quân Pháp - Sardegna và Quân đội Đế quốc Nga, và kết thúc với thất bại kèm theo thiệt hại nặng nề của quân Nga (hơn hẳn tổn thất của đối phương). Đây là chiến dịch tấn công cuối cùng của quân Nga trong cuộc chiến và thất bại của họ đã tạo điều kiện cho liên quân tập trung binh lực và dứt điểm cuộc vây hãm Sevastopol, qua đó trực tiếp dẫn đến sự thất thủ của Sevastopol. Trận đánh cũng thể hiện hiệu quả của pháo rãnh xoắn, đã xé lẻ các đội hình hàng dọc của quân Nga.
Cuộc vây hãm Sevastopol của liên quân đã gây tổn thất lớn cho quân Nga. Trước tình hình đó, đầu tháng 8 năm 1855, Vương công M. D. Gorchakov quyết định tấn công cao điểm Feidukhine của liên quân Pháp - Sardegna nhìn ra sông Tchernaïa - nỗ lực cuối cùng của ông nhằm giữ liên lạc với Sevastopol. Rạng sáng hôm ấy, quân Nga pháo kích dữ dội và theo lệnh của Gorchakov, Quân đoàn III của Nga sẽ bắn phá cao điểm Feidukhine và vượt sông Tchernaïa trong khi Quân đoàn VI ban đầu chiếm cứ đồi Telegraph. Trước sự kháng cự quyết liệt của liên quân và tầm bắn chính xác của quân Pháp, viên chỉ huy Quân đoàn III của Nga tử trận và quân Nga rút qua sông Tchernaïa. Sau đó, Gorchakov ra lệnh cho Quân đoàn VI tấn công cao điểm Feidukhine, khiến họ trở thành con mồi cho những làn đạn của liên quân Pháp - Sardegna.
Trước tình hình bất lợi, quân Nga phải triệt thoái sau một cuộc tấn công vô ích. Vai trò của quân Sardegna trong chiến thắng này đã gây cho các đồng minh của họ trong chiến tranh phải nể phục và chú ý đến họ.